# La Devesa Vella (Lladurs)
La Devesa Vella és un indret del poble de Timoneda, al municipi de Lladurs (Solsonès).